# Cadillac XLR
Cadillac XLR - розкішний родстер компанії Cadillac, зібраний у Боулінг-Грін, Кентуккі. Будучи флагманським спортивним автомобілем Cadillac, XLR базувався на платформі Y від Chevrolet Corvette. 
У XLR з'явився власний унікальний дизайн, інтер'єр і підвіска, а також висувний алюмінієвий дах, а також двигун Cadillac Northstar. XLR припинили виробляти після 2009 модельного року.

## Опис

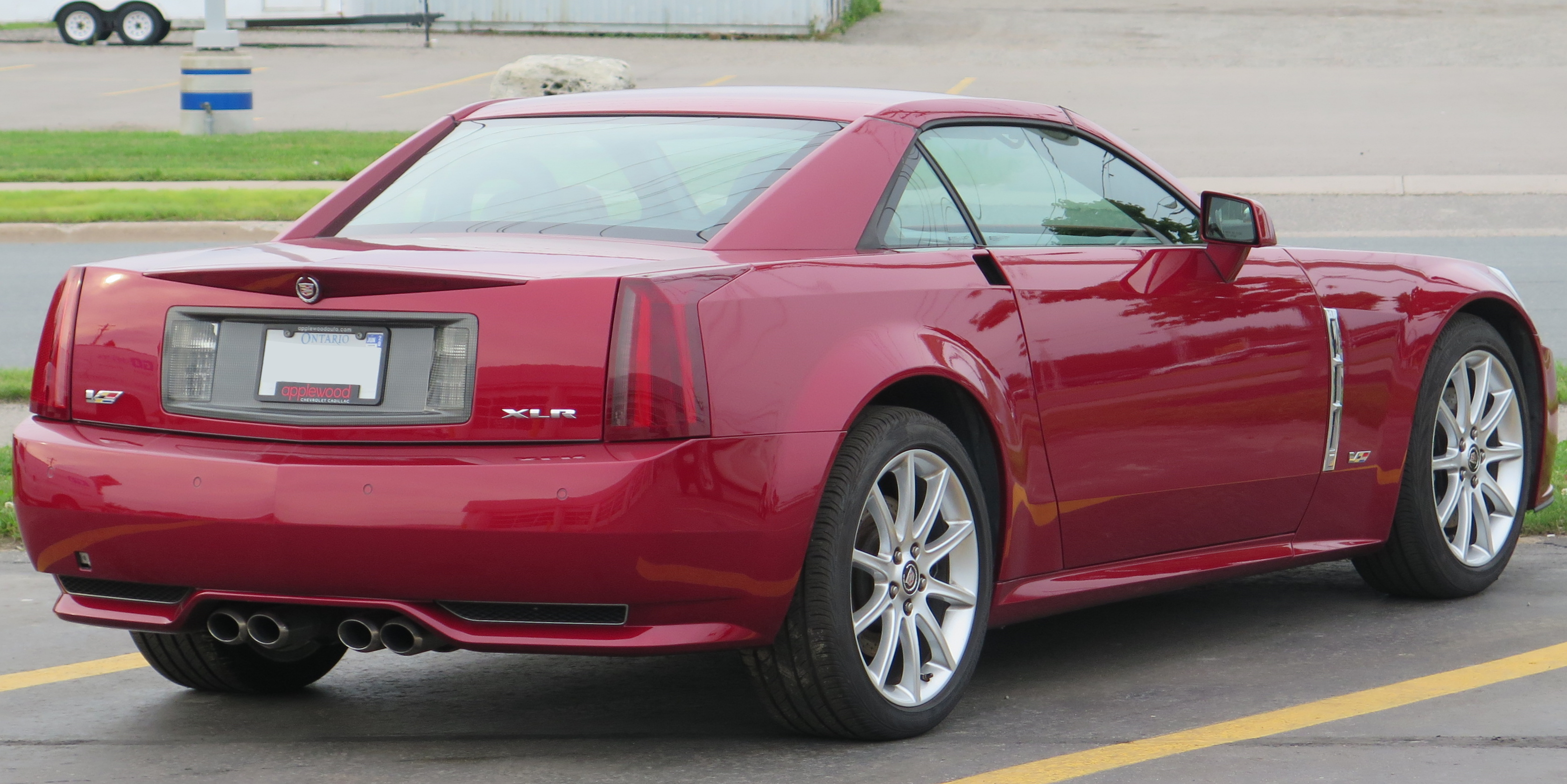

Автомобіль базувався на абсолютно новому Chevrolet Corvette (C6). Cadillac представив XLR на автосалоні в Детройті 2003 року і розпочав виробництво в 2004 році.
Це був перший автомобіль Cadillac з радаром Adaptive cruise control (ACC).

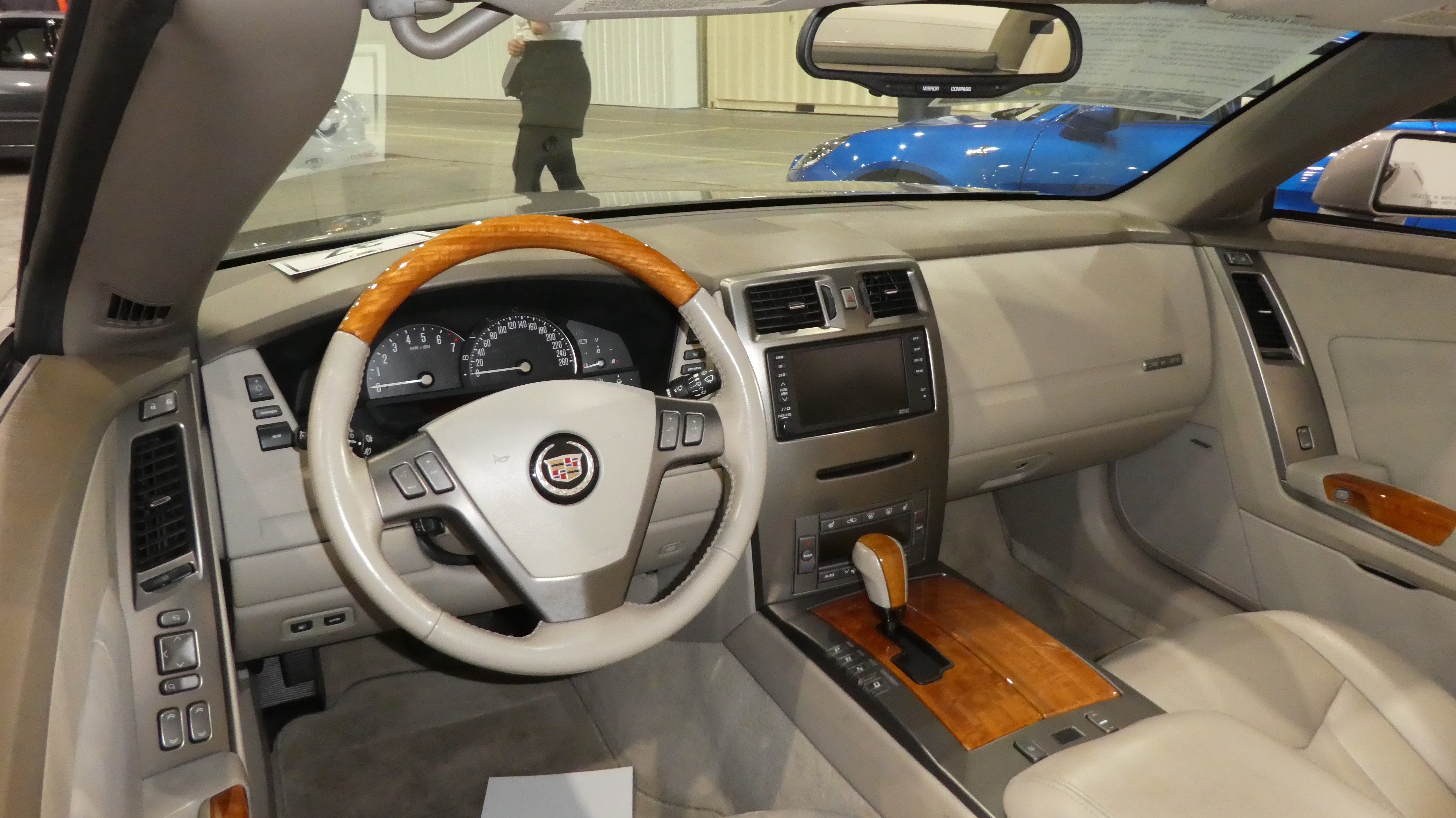

XLR оснащений стандартним обладнанням із шкіряними сидіннями з підігрівом та охолодженням, внутрішньою обробкою з деревини, дистанційним бездротовим доступом, 18-дюймовими легкосплавними дисками, бічними подушками безпеки, а також системою навігації, аудіосистемою та DVD, що використовує 7-дюймовий пристрій. Сам висувний дах складається з алюмінію.
Двигун - 4,6-літровий Cadillac Northstar потужністю 320 к.с. (238,6 кВт), з 2007 року налаштований на 6-ступінчасту автоматичну трансмісію.
XLR був другим родстером, запропонованим компанією Cadillac в останні роки. Перший був Cadillac Allanté, випущений з 1987 по 1993 рік.
XLR був номінований на звання "Північноамериканський Автомобіль Року" за 2004 рік. XLR замінив Allante.

## Двигуни
- 4.6 L Northstar V8 320/326 к.с. 420/423 Нм
- 4.4 L Northstar Supercharged V8 449 к.с. 561 Нм